# علاج بالقبول والالتزام
العلاج بالقبول والالتزام أو العلاج بالقبول والتعهد هو شكل من أشكال العلاج النفسي وفرع من تحليل السلوك السريري، ويُمثل إرشاد نفسي قائم على التجربة، يَستخدم استراتيجيات القبول والعقلانية المختلطة باستراتيجيات الالتزام وتغيير السلوك بطرق مختلفة بهدف زيادة المرونة النفسية، وكان يُسمى في الأصل التباعد الشامل. طور ستيفن سي هايز علاج القبول والالتزام عام 1982، من أجل إنشاء نهج مختلط يدمج كلاً من التكييف الباطني والعلاج السلوكي، وتتنوع بروتوكولات علاج بالقبول والالتزام اعتمادًا على السلوك المستهدف أو الوضع العام، فمثلا في مجالات الصحة السلوكية يُطلق على النسخة المختصرة منه اسم العلاج المركز بالقبول والالتزام.
لا يهدف العلاج بالقبول والالتزام إلى القضاء على المشاعر الصعبة؛ بل إلى أن نكون حاضرين مع ما تأتينا به الحياة وأن «نتحرك نحو السلوك القيم»، ويدعو العلاج بالقبول والالتزام الأشخاص إلى الانفتاح على المشاعر غير السارة وعدم المبالغة في رد الفعل تجاهها وعدم تجنب المواقف التي تتضمن هذه المشاعر، ويُمثل تأثير هذا العلاج دوامة إيجابية حيث يؤدي الشعور الجيد إلى فهم أفضل للحقيقة، و«الحقيقة» تُقاس من خلال مفهوم «قابلية التطبيق»، أو ما يتوجب علينا فعله كخطوة تجاه ما يهمنا (مثل القيم والمعنى).

## التقنية

### الأساسيات
طُور العلاج بالقبول والالتزام (إيه سي تي) ضمن فلسفة براغماتية تسمى السياقية الوظيفية. يعتمد إيه سي تي على نظرية الإطار العلائقي (آر إف تي)، وهي نظرية تشمل اللغة والإدراك وتُشتق من تحليل السلوكيات. يعتمد كل من إيه سي تي وآر إف تي على فلسفة بورهوس فريدريك سكينر في السلوكية الراديكالية.
يختلف إيه سي تي عن الأنواع الأخرى من العلاج المعرفي السلوكي في أنه بدلًا من محاولة تعليم الناس كيفية التحكم في أفكارهم ومشاعرهم وأحاسيسهم وذكرياتهم والأحداث الخاصة بهم، يعلمهم أن «يلاحظوا فقط» ويتقبلوا تجاربهم الخاصة، بما في ذلك التجارب السابقة الصعبة. يساعد إيه سي تي الفرد على التواصل مع النفس المتعالية التي تُعرف بالذات كسياق –أي الجزء الذي دائمًا ما يراقب ويعيش التجارب لكنه يبقى منفصلًا عن أفكار المرء ومشاعره وأحاسيسه وذكرياته. يهدف إيه سي تي إلى مساعدة الفرد على توضيح قيمه الشخصية واتخاذ إجراءات بشأنها، الأمر الذي يضفي المزيد من الحيوية والمعنى لحياته ويزيد من مرونته النفسية.
رغم أن علم النفس الغربي قائم على فكرة «الحياة الطبيعية الصحية» التي تنص على أن البشر بطبيعتهم يتمتعون بصحة نفسية، يفترض إيه سي تي، بدلًا من ذلك، أن العمليات النفسية للعقل البشري الطبيعي غالبًا ما تكون مدمرة. المفهوم الأساسي لإيه سي تي هو أن المعاناة النفسية عادةً ما تكون ناجمة عن التجنب التجريبي، والتشابك المعرفي، والصلابة النفسية الناتجة التي تؤدي إلى الفشل في اتخاذ الخطوات السلوكية اللازمة وفقًا للقيم الأساسية. يوضح مفهوم إيه سي تي، كطريقة بسيطة لتلخيص النموذج، أن جوهر العديد من المشكلات يقع ضمن المفاهيم التالية:
- الاندماج مع الأفكار
- تقييم الخبرة
- التجنب التجريبي
- إعطاء مبرر لسلوك معين

ويتمثل البديل الصحي في ما يلي:
- تقبل الأفكار والعواطف
- اختيار اتجاه ذي قيمة
- التصرف

## المنظمات المهنية
تلتزم جمعية العلوم السلوكية السياقية بالبحث والتطوير في مجال إيه سي تي وآر إف تي والعلوم السلوكية السياقية بشكل عام. اعتبارًا من عام 2021، كان لديها أكثر من 9000 عضو من جميع أنحاء العالم، نصفهم تقريبًا خارج الولايات المتحدة. تعقد اجتماعات «المؤتمر العالمي» السنوية كل صيف، مع تناوب الموقع بين أمريكا الشمالية وأوروبا.
تخصص الرابطة الدولية لتحليل السلوك مجموعة تهتم بقضايا الممارسين والاستشارات السلوكية وتحليل السلوك السريري. تهتم الرابطة الدولية لتحليل السلوك بشكل خاص وكبير بمرض التوحد والطب السلوكي. تعمل الرابطة الدولية لتحليل السلوك كمنزل فكري أساسي لمحللي السلوك. ترعى الرابطة ثلاثة مؤتمرات في السنة -واحد متعدد المسارات في الولايات المتحدة وواحد خاص بالتوحد وواحد دولي. 
تشمل جمعية العلاجات السلوكية والمعرفية أيضًا مجموعة معنية بتحليل السلوك، تركز على تحليل السلوك السريري. يوجد تركيز ملحوظ على العلاج بالقبول والالتزام ضمن عمل جمعية العلاجات السلوكية والمعرفية وغيرها من منظمات العلاج المعرفي السلوكي الرئيسية.
تضم الجمعية البريطانية للعلاجات النفسية السلوكية والمعرفية مجموعة معنية بشكل كبير في إيه سي تي، وتضم أكثر من 1200 عضو.

## انتقادات
ذكرت بعض الدراسات التجريبية المنشورة في علم النفس السريري بأن إيه سي تي لا يختلف عن التدخلات العلاجية الأخرى. وضح ستيفان هوفمان بأن إيه سي تي يشبه علاج موريتا فائق القدم وغيره من العلاجات الشاملة والإنسانية القديمة، وأن التقنيات العلاجية لإيه سي تي لا تأتي من النظرية الخاصة بها (نظرية الإطار العلائقي وعلم السياق).
خلص تحليل تلوي أجراه أوست في عام 2008 إلى أن إيه سي تي لم يتأهل بعد كـ«علاج مدعّم بالتجارب»، وأن منهجية البحث لإيه سي تي كانت أقل صرامة من العلاج السلوكي المعرفي، وأن متوسط حجم التأثير كان معتدلًا. طعن مؤيدو إيه سي تي بهذه الاستنتاجات من خلال إظهار أن اختلاف الجودة في مراجعة أوست يُعزى إلى العدد الأكبر من التجارب الممولة في مجموعة المقارنة الخاضعة للعلاج المعرفي السلوكي.